# Каріна Лі
Каріна Лі (англ. Kareena Lee, 16 грудня 1993) — австралійська плавчиня.
Призерка Олімпійських Ігор 2020 року.
Призерка Пантихоокеанського чемпіонату з плавання 2018 року.